# Stefan Kutschke
Stefan Kutschke (* 3. November 1988 in Dresden) ist ein deutscher Fußballspieler. Er steht seit 2022 zum zweiten Mal in seiner Karriere bei Dynamo Dresden unter Vertrag.

## Karriere
Kutschke durchlief zunächst die Jugendabteilung des SSV Turbine Dresden und anschließend jene der Sportfreunde 01 Dresden-Nord. Er schloss sich 2005 dem FV Dresden 06 Laubegast an, parallel absolvierte er eine Ausbildung zum Fachangestellten für Arbeitsförderung. Für den FV Laubegast kam er zu seinem ersten Einsatz im Herrenbereich. Ab Januar 2007 spielte er ein halbes Jahr in der A-Jugend von Dynamo Dresden, bevor er im Sommer zum Landesligisten FV Laubegast zurückkehrte. In der folgenden Spielzeit war er dessen erfolgreichster Torjäger. Daraufhin wechselte er 2008 in die Regionalliga Nord zum SV Babelsberg 03 und stieg mit dem Team 2010 in die 3. Liga auf. Anschließend wechselte er 2010 zum Regionalliga-Aufsteiger RB Leipzig und spielte dort drei Jahre lang. In der Saison 2012/13 trug Kutschke mit zehn Toren, zwei davon in den Relegationsspielen, zum Aufstieg der Leipziger in die Dritte Liga bei.
Zur Saison 2013/14 wechselte Kutschke ablösefrei in die Bundesliga zum VfL Wolfsburg. In seinem ersten Bundesligaspiel für den VfL gegen den FC Schalke 04 erzielte er ein Tor. Der Durchbruch gelang ihm jedoch nicht, es folgten lediglich sieben weitere Bundesligaeinsätze. Er verließ den Verein nach einem Jahr und schloss sich zur Saison 2014/15 dem Bundesliga-Aufsteiger SC Paderborn 07 an, mit dem er direkt wieder abstieg.
Im Sommer 2015 wechselte er zum neuen Ligakonkurrenten 1. FC Nürnberg. Nur einige Tage vor dem Frankenderby Ende September 2015 degradierte ihn der damalige Club-Trainer René Weiler gemeinsam mit Robert Koch in die U21, daraufhin klagte Kutschke vor dem Arbeitsgericht Nürnberg. Kutschke zog die Klage wenig später zurück und trainierte wieder mit der Profimannschaft, kam bis zu seinem Abgang Anfang 2016 nur noch ein einziges Mal für 20 Minuten in einem Pflichtspiel zum Einsatz. 
Anfang 2016 wurde er bis Juni 2017 in seine Heimatstadt an den damaligen Drittligisten Dynamo Dresden verliehen. In der restlichen Saison 2015/16 konnte Kutschke in 15 Einsätzen drei Treffer zum Aufstieg in die 2. Bundesliga beisteuern. In der Saison 2016/17 erzielte er in der 2. Bundesliga in 32 Einsätzen 16 Treffer, wodurch er hinter Simon Terodde und Martin Harnik den dritten Platz in der Torschützenliste belegte.
Bei der durch Fans geführten Abstimmung zum Pokalheld der Saison 2016/17, setzte sich Kutschke u. a. gegen Ousmane Dembélé durch. Somit wird er in den DFB-Pokal Walk of Fame aufgenommen, welcher von DFB, Sport1 und Volkswagen 2013/14 ins Leben gerufen wurde.
Zur Saison 2017/18 wechselte Kutschke innerhalb der 2. Bundesliga zum Absteiger FC Ingolstadt 04. Dort debütierte er bei der 0:1-Niederlage gegen den 1. FC Union Berlin am 29. Juli 2017, dem 1. Spieltag jener Saison. Seinen ersten Treffer für Ingolstadt erzielte er am 13. August 2017, als er in der ersten Runde des DFB-Pokals 2017/18 gegen den TSV 1860 München per Elfmeter zum 2:1-Endstand traf. Zur Drittligasaison 2019/20 wurde der Stammspieler nach dem Abstieg vom neuen Cheftrainer Jeff Saibene zum Mannschaftskapitän ernannt.
Nach Vertragsende in Ingolstadt schloss sich Kutschke zur Saison 2022/23 ablösefrei wieder der SG Dynamo Dresden an, die zwischenzeitlich wieder in der 3. Liga spielte. Dort wurde er erneut Stammspieler und ab 2023 auch Kapitän der Mannschaft.
Anfang 2025 eröffnete Kutschke gemeinsam mit zwei weiteren Gesellschaftern ein Fitnessstudio in Dresden. Als öffentlich wurde, dass sowohl einer der Gesellschafter als auch weitere Mitarbeiter in rechtsextremen Strukturen aktiv waren, distanzierten sich Kutschke und Dynamo Dresden davon. Kutschke kündigte an, seine Anteile am Unternehmen verkaufen zu wollen.
Sportlich erreichte er mit der Mannschaft am Ende der Saison erneut den Aufstieg in die 2. Bundesliga.

## Erfolge und Auszeichnungen
- 2016: Aufstieg in die 2. Fußball-Bundesliga mit der SG Dynamo Dresden als Meister der 3. Liga
- 2017: Auszeichnung zum Pokalheld der Saison 2016/17 im DFB-Pokal und Aufnahme in den DFB-Pokal Walk of Fame
- 2025: Aufstieg in die 2. Bundesliga mit der SG Dynamo Dresden